# Karin Maruyama
Karin Maruyama (丸山夏鈴, Maruyama Karin) est une chanteuse et idole japonaise née le 2 août 1993 à Kōriyama dans la préfecture de Fukushima et morte le 22 mai 2015.
Ayant fait ses débuts artistiques en 2012, elle sort son premier disque en février 2015.
Le surnom de Eternal Idol (en français : « Idole Éternelle ») lui a été donnée.

## Biographie

### Carrière
Passionnée par les idoles et le monde de la musique, Karin fait ses débuts en 2012. Elle est notamment demi-finaliste des auditions Miss iD 2013 organisées par Kōdansha.
Elle fait quelques apparitions sur scène afin de se faire connaître et en attirant l'attention de nouveaux fans.
Début 2015, l'artiste annonce officiellement être atteinte d'un cancer et d'une tumeur au cerveau depuis l'école primaire. Malgré cela, Karin Maruyama annonce faire de son mieux pour réaliser son rêve de devenir une idole.
Le 7 février 2015, elle donne un concert à Tokyo afin de voir ses fans, plusieurs vidéos d'elle sont postées sur YouTube ; Rin-chan est cependant incapable de danser à la suite de la dégradation de son état de santé, effectuant à la suite des concerts en fauteuil roulant. Elle était en effet à l'hôpital le matin même car il lui a été annoncé que le cancer a atteint ses poumons ; en effet, son poumon droit ne fonctionnait plus.
Karin réalise avec succès son premier single Eternal Summer et réussit à le mettre en vente à la fin du mois de février 2015. Ce single marque les débuts de Rin-chan, qui souhaite réaliser un second single dont elle a elle-même écrit les paroles, mais ce projet n'aboutit pas et Eternal Summer s'avère être son seul disque.

### Décès
Dans les mois qui suivent, Rin-chan est hospitalisée pendant plusieurs semaines afin de suivre un traitement. Néanmoins, elle continue de donner régulièrement des nouvelles à ses fans à travers son compte Twitter et des vidéos courtes sur YouTube. Malgré les soins médicaux, son cancer persiste et sa mort est officiellement prononcée le 22 mai 2015 vers 1 h de l'après-midi,,. Elle était âgée de 21 ans.
La cérémonie de ses funérailles a officiellement lieu le 25 mai suivant dans sa ville natale.

## Discographie
Single
1. 28 février 2015 - Eternal Summer